# Dukkan-e Daud
Dukkan-e Daud (ou magasin de David), est un site rupestre achéménide tardif situé dans les environs de Sarpol-e Zahab, dans la province de Kermanshah, en Iran. Le site a été découvert par Henri Rawlinson en 1836, il consiste en une tombe rupestre creusée à plusieurs mètres de hauteur dans une paroi rocheuse surplombant un relief appelé Kil-e Daud (ou tombe de David).

## La tombe
La tombe consiste en une cavité ouverte par une large et profonde antichambre bordée par un double cadre tenu par 2 colonnes cylindriques dont la forme s’apparente à celles des palais de Pasargades. Le chapiteau et les bases des colonnes seuls persistent, ayant la forme de tables, laissant entrevoir des traces rondes où étaient positionnés les fûts. L’entrée rectangulaire donne sur une salle voûtée agrémentée sur un côté de 5 niches ayant pu être destinées à recevoir des lampes, et sur l’autre, d’une niche plus grande, destinée au corps. Le plan de la tombe, s’apparente à celui d’autres tombes rupestres situées à Sahna, Qizkapan, et Fakrika.

## Le relief
Le relief montre un prêtre coiffé d’un Bashlick (bonnet effilé à pointe projetée vers l’avant) et tenant un Barsom (bâton de pouvoir) ou un faisceau de rameaux sacrés, de la main gauche. Sa main droite est levée en signe de rituel zoroastrien. 
Les reliefs post-Achéménides, également appelés achéménides tardifs, correspondent à des panneaux rupestres dont la date d’exécution est controversée. Ils ont initialement attribués aux Mèdes par Roman Ghirshman du fait de leurs localisations correspondant à l’ancienne Médie ou du style vestimentaire mède. Ces reliefs ont été plus probablement sculptés aux IVe et IIIe siècles av. J.-C., à la fin de la période achéménide, ou au début de l’ère séleucide, voire parthe. L’autorité des Séleucides s’exerçait en réalité plutôt en Syrie, en haute Mésopotamie, et en Asie mineure. Elle ne s’étendait que dans la partie Ouest de l’Iran, aux villes situées sur les routes principales. Plusieurs provinces ainsi que la plupart des campagnes échappaient donc au pouvoir grec. Les reliefs réalisés à cette époque ont donc gardé une facture achéménide, et ne comporte aucune trace d’influence hellénistique. Leur exécution est techniquement fruste, attestant d’un caractère « provincial » qui les différencie clairement de l’art officiel royal achéménide en vigueur depuis Darius Ier jusqu’à la chute du premier empire perse.